# Steffen Disch
Steffen Disch (* 26. Februar 1972 in Freiburg im Breisgau; † 3. März 2025 im Schwarzwald) war ein deutscher Sterne- und Fernsehkoch.

## Leben und Wirken
Disch durchlief von 1989 bis 1992 seine Ausbildung im Colombi-Hotel in Freiburg bei Alfred Klink. Anschließend arbeitete er unter anderem im Bamberger Reiter in Berlin (1994–1996), im Hotel Königshof (1997–1998) und im Restaurant Tantris (1999–2000) in München. Als Küchenchef war er im Forsthaus Ilkahöhe in Tutzing (2000–2002) sowie im Ifen Hotel im Kleinwalsertal (2002–2004) tätig.
Von Mai 2005 bis Dezember 2023 war Disch Inhaber und Küchenchef im „Gasthaus zum Raben“ in Horben bei Freiburg, das er zusammen mit seiner Frau Kirsten auf Empfehlung des Colombi-Chefs Roland Burtsche gepachtet hatte. Dort galt seine Kochkunst hauptsächlich einer regional inspirierten Gourmetküche. 2007 wurde er in den Kreis der Jeunes Restaurateurs d’Europe (JRE) aufgenommen. 2014 wurde sein Restaurant mit einem Michelin-Stern ausgezeichnet.
Ab 2017 gab es bei Kabel Eins das Fernseh-Format AufgeDischt.
Im Juni 2020 eröffnete er in der Freiburger Altstadt sein neues Restaurant mit dem japanischen Namen „Kuro Mori“ (Schwarzer Wald) mit einer Symbiose aus regionaler Küche und asiatischen Gerichten in Zwischengerichtsgröße. Martina Meuth und Bernd Neuner-Duttenhofer stuften das Lokal 2022 in Hungrig auf den Schwarzwald als Hotspot ein, die „stylische Location“ in dem denkmalgeschützten Gebäude sei „Tagesbar, schick zum Lunch, für ein Glas Champagner am Nachmittag, abends für ein genussreiches Dinner“. Die Küche sei ein bunter Mix, „von der Stulle […], auf der sich dekorativ Kaviar, Tartar oder Bibiliskäse häuft, über kleine Gerichte, Salate […] oder Suppen […], Tapa-Portionen, die man sich teilen kann. Die Speisekarte beschreibt sie lakonisch, indem die Zutaten aufgelistet werden.“ Als Beispiele nannten die Autoren „Topinambur koreanisch, Chili/Schalotte/Minze/Schmand“, „Artischocke/Eigelb/Zwiebel/Burgundertrüffel/Bergkäse“ und „Lauch/Schweinekinn/Kastanie/Miso/Ingwer“.
Im Juli 2023 kündigte Disch an, das „Gasthaus zum Raben“ in Horben zum Jahresende zu verlassen. Er übernahm Aufgaben als Gastgeber und unternehmerische Tätigkeiten. Am 1. März 2025 kehrte er zum Freiburger Restaurant „Kuro Mori“ zurück, ebenso seine frühere Frau Kirsten Disch in dessen Service.
Zwei Tage später starb er an einem Herzinfarkt, während er im Schwarzwald beim Skilanglauf auf der Notschrei-Loipe unterwegs war.
Kirsten Disch führte die Geschäfte des „Kuro Mori“ weiter, die Tochter Laura übernahm die kulinarische Leitung.